# Русеску, Раул
Раул Андрей Русеску (рум. Raul Andrei Rusescu; 9 июля 1988, Рымнику-Вылча, Румыния) — румынский футболист, нападающий клуба «Конкордия» (Кьяжна). Выступал в сборной Румынии.

## Карьера

### Клубная
Раул Русеску начал карьеру профессионального футболиста в клубе «Рымнику-Вылча» из своего родного города. В 2005 году форвард перешёл в клуб «Униря» (Урзичени), в составе которого выступал 6 лет с перерывами на время аренды в командах «Дунэря» (Джурджу) и «Отопени». В составе «Унири» Русеску забил 18 голов в 87 сыгранных в Лиге I матчах и по итогам сезона 2008/09 стал чемпионом Румынии. 29 сентября 2009 года нападающий впервые в карьере сыграл в Лиге чемпионов (в матче группового этапа против «Штутгарта»).
После расформирования «Унири» Раул Русеску стал игроком «Стяуа». Впервые сыграл за новый клуб 17 июля 2011 года в матче Суперкубка Румынии против «Оцелула».
Во втором туре чемпионата страны форвард забил первый гол за столичный клуб (в ворота Кристиана Хэйсана из «Миовени» с передачи Михая Кости).
По итогам 2012 года Раул Русеску был признан футболистом года в Румынии. Этим он привлек внимание многих европейских клубов, и летом 2013 года испанская «Севилья» заключила с ним контракт до 2018 года с отступными в размере 40 миллионов евро.

### В сборной
Раул Русеску выступал за юношескую сборную Румынии в возрастной категории до 19 лет. В 2010—2011 годах форвард забил 2 гола в 6 матчах за молодёжную сборную.
Дебютировал в первой сборной 11 сентября 2012 года в отборочном матче к чемпионату мира 2014 против команды Андорры, заменив во втором тайме встречи Чиприана Марику.

## Достижения

### Командные
- Чемпион Румынии: 2008/09, 2012/13
- Вице-чемпион Румынии: 2009/10

### Личные
- Футболист года в Румынии: 2012
- Лучший бомбардир Чемпионата Румынии: 2013 (21 гол)

## Статистика
| Матчи Русеску за сборную Румынии | Матчи Русеску за сборную Румынии | Матчи Русеску за сборную Румынии | Матчи Русеску за сборную Румынии | Матчи Русеску за сборную Румынии | Матчи Русеску за сборную Румынии | Матчи Русеску за сборную Румынии |
| -------------------------------- | -------------------------------- | -------------------------------- | -------------------------------- | -------------------------------- | -------------------------------- | -------------------------------- |
| №                                | Дата                             | Оппонент                         | Счёт                             | Голы Русеску                     | Соревнование                     |                                  |
| 1                                | 11 сентября 2012                 | Андорра                          | 4-0                              | -                                | Отборочный матч ЧМ—2014          |                                  |
| 2                                | 22 марта 2013                    | Венгрия                          | 2-2                              | -                                | Отборочный матч ЧМ—2014          |                                  |